# どりる
『どりる』は、石川優吾による日本の漫画。『週刊少年サンデー』（小学館）にて連載された。単行本は小学館ヤングサンデーコミックスから、全4巻。

## ストーリー
東京出身の超お嬢様である仲井戸璃瑠は日本一の教師を夢見て、小学校の先生になったものの、赴任先はあろうことか大阪市の小学校だった!

## 登場人物

### 大阪市立とんぼり南小・5年3組
仲井戸 璃瑠（なかいど りる）
主人公。東京出身で5年3組の児童からは｢どりる｣の愛称で呼ばれる。父が玩具会社を経営する裕福な家庭に育った超お嬢様でかなりの世間知らずである。とんぼり南小に赴任初日に午前8時すぎにばあやに起こされ、東京から大阪までの通勤時間を全く考えず新幹線の｢のぞみ｣で行けば間に合うと安易な考えで新幹線に乗るが｢のぞみ｣で行っても大阪まで3時間はかかることを全く知らずに結局、大遅刻する。2日目は飛行機で大阪に通勤しようとするが台風のため欠航になり、泣く泣く新幹線に乗りこの日も大遅刻する。そのため校長から大阪の網本研二の自宅の一室に強制的に下宿するよう命じられることになる。
クマのぬいぐるみの｢クマピー｣がないと寝られない、そのため研二の家に引越したその夜は研二をぬいぐるみ替りにして泣きながら抱いて寝るという子供っぽい面もある。
天然ボケなところがあり、風呂上りに全裸で研二に話しかけたり、眠気覚ましに「シベリア超特急」のビデオを再生したりする（ぼんちゃんの演技が良いと語っていた）。
網本 研二（あみもと けんじ）
愛称は｢ケンちゃん｣、出席番号1番、趣味はマンガ（第46回小学社少年サムデー新人賞準入選）、好きなものは犬、尊敬している人は大友克洋。
お好み焼き屋を経営する母と2人暮らしだったが、璃瑠と同居することとなる。学校でも自宅でも、天然ボケな璃瑠に振り回されることが多い。
黒田 征太郎（くろだ せいたろう）
通称「ちくろ」（小さい黒田）、出席番号7番、趣味は野球（野球部キャプテン、ピッチャー）、ツチノコ探し。好きなものは小さいもの、尊敬している人はナイナイ岡村、サブちゃん、ヤクルトの若松監督。
ケンジらと仲良しの小柄な少年。同級生の女子、塗木に好意を抱いている。
黒田 清（くろだ きよし）
出席番号6番、趣味はお米の粒に筆で絵を描くこと、特技は水泳、漫才の突っ込み、水だけで太れること。尊敬している人はホンジャマカ石塚、松村邦洋、カラテカ矢部太郎。
「大きい黒田」「デブの黒田」とも呼ばれる、大食いで大柄な少年。手先が器用で、工作が得意。将来の夢はパイロット。
塗木 孝江（ぬるき たかえ）
女子の中ではケンジらと行動を共にすることが最も多い。丸々と太った動物と大きい方の黒田が大好きで、敢えてたくさん食べさせて太らせているほど。将来の夢は小動物専門の毛皮屋で、飼っているハムスターの死体から剥ぎ取った毛皮で様々なものを作っている。
岡田 奈々（おかだ なな）
小柄なツインテールの少女。席はどりるの真向かいとなる、真ん中の最前列。
山中（やまなか）
痩せ型で色黒の少年。ちくろとお笑いコンビ「なにわショックボーイズ」を組み、「カメムシを鼻に入れる」などの過激なパフォーマンスをしている。将来の夢はパティシエになることだが、手先はやや不器用。
井上 淳一（いのうえ じゅんいち）

宮内 純（みやうち じゅん）
クラス1のイケメンで、女子に人気がある。4組の稲本に喧嘩で負けたことをきっかけに空手を習い始めるが、道場の師範の「空手を喧嘩に使うのは弱い奴のすること」という教えを守り、喧嘩に空手は使わない。
古田 拓郎（ふるた たくろう）
いがぐり頭の少年。顔立ちは父親そっくりで、「父親より老け顔」とまで言われるほど。
北山 修（きたやま しゅう）

### 大阪市立とんぼり南小・5年4組
須磨（すま）
4組の担任教師。美人だが、恵まれた環境で育ったせいか、何でも自分が1番でないと気がすまない。
山口（やまぐち）

稲本（いなもと）
荒っぽい性格の少年。空手初段で、宮内やちくろをボコボコにした。
岩尾（いわお）

苅谷（かりや）

沢田（さわだ）

### その他
ばあや（ばあや）

宗田（そうだ）
とんぼり南小の校長。性格は大らかでドスケベ。ハゲ隠しに、いつもカツラをかぶっている。
ラムネ（らむね）

網本 研二の母（あみもと けんじのはは）
お好み焼き屋を経営し、璃瑠を月3万円で下宿させている。
川口（かわぐち）

沢登（さわのぼり）

伊藤（いとう）

璃瑠の父（なかいど りるのちち）
大手玩具メーカー「仲井堂」を経営する大金持ち。見た目は893のような強面で、金にはややセコい。
中元（なかもと）

古田 拓郎の兄（ふるた たくろうの兄）

黒田 千恵（くろだ ちえ）

沢登 孝二（さわのぼり こうじ）

## 単行本
- 第1巻 ISBN 4-09-126351-8
- 第2巻 ISBN 4-09-126352-6
- 第3巻 ISBN 4-09-126353-4
- 第4巻 ISBN 4-09-126354-2